# Otto Lindbom

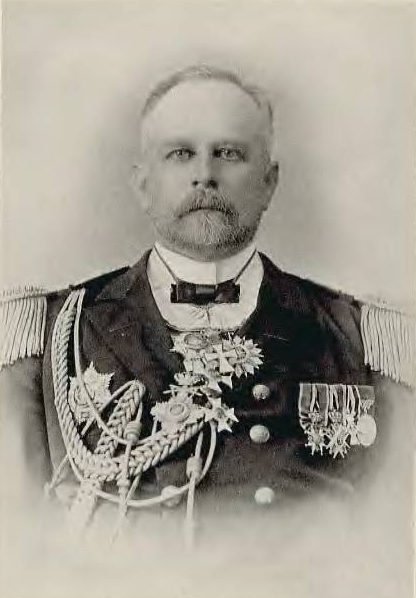
Otto Lindbom.

Otto Lindbom, född den 26 april 1846 i Karlskrona, död den 19 oktober 1905 i Stockholm, var en svensk sjömilitär.
Lindbom blev sekundlöjtnant vid flottan 1865. Efter anställning i engelsk örlogstjänst 1870–1873 blev han löjtnant 1874 och kapten 1883. Lindbom var adjutant hos chefen för flottans militärpersonal 1875–1877, kadettofficer vid Sjökrigsskolan 1878–1882 och adjutant i Sjöförsvarsdepartementets kommandoexpedition 1883–1886. Han tjänstgjorde i flottans stab 1886–1887 och 1889–1892. Lindbom blev kommendörkapten av andra graden 1890 och av första graden 1895. Han var chef för  Sjöförsvarsdepartementets kommandoexpedition 1892–1898 och avdelningschef i flottans stab 1898–1903. Lindbom blev adjutant hos kungen 1892 och överadjutant där 1898. Han befordrades till kommendör vid flottan 1898 och till konteramiral i flottan 1903. Lindbom blev chef för flottans stab sistnämnda år och stationsbefälhavare vid flottans station i Stockholm 1905. Han invaldes som ledamot av Örlogsmannasällskapet 1889 (hedersledamot 1903) och som ledamot av Krigsvetenskapsakademiens andra klass 1897, av dess första klass 1903. Lindbom blev riddare av Svärdsorden 1886, kommendör av andra klassen av samma orden 1901 och kommendör av första klassen 1903. Han var gift med Maria Cederborg. De vilar i hennes familjegrav på Norra begravningsplatsen utanför Stockholm.